# Luis Pino
Luis Osvaldo Pino Morales (Machalí, Chile; 25 de octubre de 1947-Rancagua, Chile; 19 de abril de 2016) fue un futbolista chileno que jugaba en la demarcación de delantero. Entre sus actuaciones destacan estar dentro de los goleadores históricos del CD O'Higgins con 60 goles. Además del campeonato con Unión Española en 1973.

## Clubes
| Club           | País  | Año       |
| -------------- | ----- | --------- |
| CD O'Higgins   | Chile | 1967-1972 |
| Unión Española | Chile | 1973-1974 |
| CD O'Higgins   | Chile | 1975      |

## Palmarés

### Otros campeonatos nacionales
| Título           | Club           | País  | Año  |
| ---------------- | -------------- | ----- | ---- |
| Primera División | Unión Española | Chile | 1973 |